# Kristi Qose
Kristi Qose (* 10. Juni 1995 in Bilisht) ist ein albanischer Fußballspieler, der zurzeit bei MFK Zemplín Michalovce unter Vertrag steht.

## Karriere

### Verein
Qose wurde in Korça geboren. 1997 wanderte seine Familie mit ihm nach Griechenland aus. Er begann seine Jugendkarriere bei den Jugendakademien von PAOK mit Ergys Kaçe, einem anderen albanischen Fußballspieler. Qose debütierte am 13. April 2014 gegen Levadiakos. Er spielte die vollen 90 Minuten, aber das Team verlor das Spiel 3:2. Um mehr Erfahrung zu sammeln, wurde Qose im August 2014 an Apollon Pontou ausgeliehen. 2015 wurde er an Panserraikos ausgeliehen. Er absolvierte zehn Spiele für den Verein, schoss jedoch kein Tor. 2016 wurde Qose an dem slowakischen Superligisten Zemplín Michalovce ausgeliehen. Er spielte bis zur Ende der Saison für den Verein.
2017 wechselte Qose zum slowakischen Konkurrenten MFK Ružomberok. Damit beendete er seine Zeit bei PAOK nach vier Jahren. Er spielte drei Jahre bei Ružomberok und absolvierte 77 Spiele mit 14 Toren.
Im Februar 2020 wechselte Qose zum tschechischen Erstligisten MFK Karviná. Im Sommer 2022 wechselte Qose nach seinem Vertragsende ablösefrei zum amtierenden tschechischen Meister FC Viktoria Pilsen und unterschrieb einen Vertrag, der ihn 2 Jahre beim Klub bindet. Der Vertrag wurde jedoch Mitte August aufgrund eines Vorfalls während eines Ligaspiels fristlos aufgelöst.
Nach einem halben Jahr ohne Verein wechselte Qose für einen Vertrag, der ihn bis zum Saisonende bindet, zum slowakischen Erstligisten MFK Zemplín Michalovce.

### Nationalmannschaft
Am 8. Juni 2014 debütierte Qose für die albanische Fußballnationalmannschaft beim Spiel gegen San Marino. Er wurde in der 73. Minute für Andi Lila eingewechselt.